# Kevin Dillon
Kevin Brady Dillon (ur. 19 sierpnia 1965 w Mamaroneck) – amerykański aktor filmowy i telewizyjny, najlepiej znany z roli Johnny’ego „Dramy” Chase'a w serialu Ekipa.

## Życiorys

### Wczesne lata
Urodził się w Mamaroneck w Nowym Jorku w rodzinie rzymskokatolickiej Paula Dillona, menedżera inwestycyjnego i portrecisty, i Mary Ellen Dillon. Jego rodzice byli szczęśliwym małżeństwem klasy średniej irlandzkich katolików. Wychowywał się w hrabstwie Westchester wraz z czterema braćmi: starszymi – Paulem (ur. 1962) i Mattem (ur. 18 lutego 1964) oraz młodszymi – Timothym (ur. 1969) i Brianem (ur. 1972) oraz młodszą siostrą Katy (ur. 1966). Uczęszczał do Mamaroneck High School.

### Kariera
Debiutował w głównej roli jako Arnold Norberry w dramacie telewizyjnym No Big Deal (1983), a dwa lata potem wystąpił w roli śmiesznego Rooneya w komediodramacie Boże pomóż! (Heaven Help Us, 1985) u boku Donalda Sutherlanda, Andrew McCarthy i Johna Hearda. Po występie w filmie akcji Menahema Golana Oddział Delta (The Delta Force, 1986) z Chuckiem Norrisem i Lee Marvinem, zagrał postać nastoletniego żołnierza Bunny'ego w dramacie wojennym Oliver Stone Pluton (Platoon, 1986).
Za rolę przewrażliwionego młodego ojca w dramacie Jonathana Kaplana Rodzina zastępcza (Immediate Family, 1989) z Glenn Close, Jamesem Woodsem i Mary Stuart Masterson zdobył nominację do Young Artist Award. W biograficznym dramacie Olivera Stone’a The Doors (1991) pojawił się jako muzyk jazzowy i perkusista John Densmore. W dramacie wojennym W księżycową jasną noc (A Midnight Clear, 1992) z Peterem Bergiem był kapralem Melem Avakianem. Wystąpił w roli młodego zabójcy w filmie kryminalnym Dzikie serca (Criminal Hearts, 1995) z Amy Locane i Morgan Fairchild.
Za postać Johnny’ego „Dramy” Chase'a w serialu HBO Ekipa (Entourage, 2004-2011) był nominowany dwa razy do Złotego Globu, Emmy i dwukrotnie do Teen Choice Awards. Wystąpił potem w filmie katastroficznym Posejdon (2006) oraz sitcomie CBS How to Be a Gentleman (2011–2012) jako Bert Lansing.

### Życie prywatne
22 kwietnia 2006 poślubił Jane Stuart, z którą ma córkę Amy (ur. 1991). W roku 2017 rozwiedli się.

## Filmografia
- No Big Deal (1983) jako Arnold Norberry
- Grzeszni chłopcy (Heaven Help Us, 1985) jako Rooney
- Pluton (Platoon, 1986) jako Bunny
- Dear America: Letters Home from Vietnam (1987) jako Jack
- Remote Control (1987) jako Cosmo
- War Party (1988) jako Skitty
- Plazma (The Blob, 1988) jako Brian Flagg
- Rodzina zastępcza (Immediate Family, 1989) jako Sam
- Nie ufaj znajomemu (When He's Not a Stranger, 1989) jako Rick
- Opowieści z krypty (Tales from the Crypt, 1989-1996) jako Les Wilton (gościnnie)
- The Doors (1991) jako John Densmore
- W księżycową jasną noc (A Midnight Clear, 1992) jako Mel Avakian
- Dom Frankiego (Frankie's House, 1992) jako Sean Flynn
- Nowojorscy gliniarze (NYPD Blue, 1993-2005) jako Oficer Neil Baker (gościnnie)
- Kolonia karna (No Escape, 1994) jako Casey
- Prawdziwa zbrodnia (True Crime, 1996) jako Tony Campbell
- Tropiciel śladów (The Pathfinder, 1996) jako Tropiciel
- W mroku (Gone in the Night, 1996) jako David Dowaliby
- Wieczór kawalerski (Stag, 1997) jako Daniel Kane
- Medusa's Child (1997) jako Jerry Camel
- Hidden Agenda (1998) jako David McLean
- Dawca (Misbegotten, 1998) jako Billy Crapshoot
- Tonight at the House of Blues (on sam, 1998)
- Interstate 84 (2000) jako Vinnie
- Żarty na bok (That's Life, 2000-2002) jako Paulie DeLucca
- 24 godziny (24, 2001) jako Lonnie McRae (gościnnie)
- Ekipa (Entourage, 2004) jako Johnny „Drama” Chase
- Żądza krwi (Out for Blood, 2004) jako Hank Holten
- American Express Jam Sessions (2005) jako on sam
- The Foursome (2006) jako Rick Foster
- Posejdon (Poseidon, 2006) jako „Szczęściarz” Larry
- Hotel dla psów (Hotel for Dogs, 2009) jako Carl Scudder
- Ekipa (Entourage, 2015) jako Johnny „Drama” Chase